# Ганкевич Микола Георгійович
Мико́ла Гео́ргійович Ганке́вич (10 (22) жовтня 1899, с. Юзефівка, Васильківський повіт, Київська губернія (тепер — с. Йосипівка, Білоцерківський район, Київська область) — 16 (29) січня 1918, станція Крути) — український гімназист, крутянин.

## Життєпис
Народився у родині священика Георгія Автономовича Ганкевича та його дружини Марії Костянтинівни. Можливо, у дитинстві переїхав до с. Вергуни (Черкаський повіт, Київська губернія), де служив батько.
Навчався в Олександрівській (першій) київській гімназії. 1917 року перевівся до восьмого класу новоствореної Другої київської української гімназії імені Кирило-Мефодіївського братства.
Під час бою під Крутами 16 (29) січня 1918 року потрапив у полон і був розстріляний більшовиками. 19 березня 1918 року похований на Аскольдовій могилі в Києві.